# Kostel svaté Anny (Pasohlávky)
Kostel svaté Anny je římskokatolický chrám v obci Pasohlávky v okrese Brno-venkov. Je chráněn jako kulturní památka České republiky. Je farním kostelem pasohlávecké farnosti.

## Historie
Na místě pasohláveckého kostela stála již za třicetileté války kaple svatého Ducha, která byla v roce 1675 obnovena Ditrichštejny. V poslední čtvrtině 17. století bylo změněno její zasvěcení na svatou Annu. V roce 1811 zde byl postaven pozdně barokní jednolodní kostel, k vybudování 32 m vysoké věže bylo přistoupeno v roce 1818. V této podobě se chrám dochoval dodnes, v průběhu let byly kromě oprav a rekonstrukcí realizovány pouze menší úpravy (rozšíření sakristie). Interiér kostela byl výrazně upraven v letech 1991 a 1992, kdy zde byla instalována díla moderního umění: křížová cesta od Karla Rechlíka, oltář od Pavla Šlegla, oltářní obraz od Petra Štěpána a další mobiliář (ambon, svícen pro paškál, stolek na dary, aj.).

## Galerie

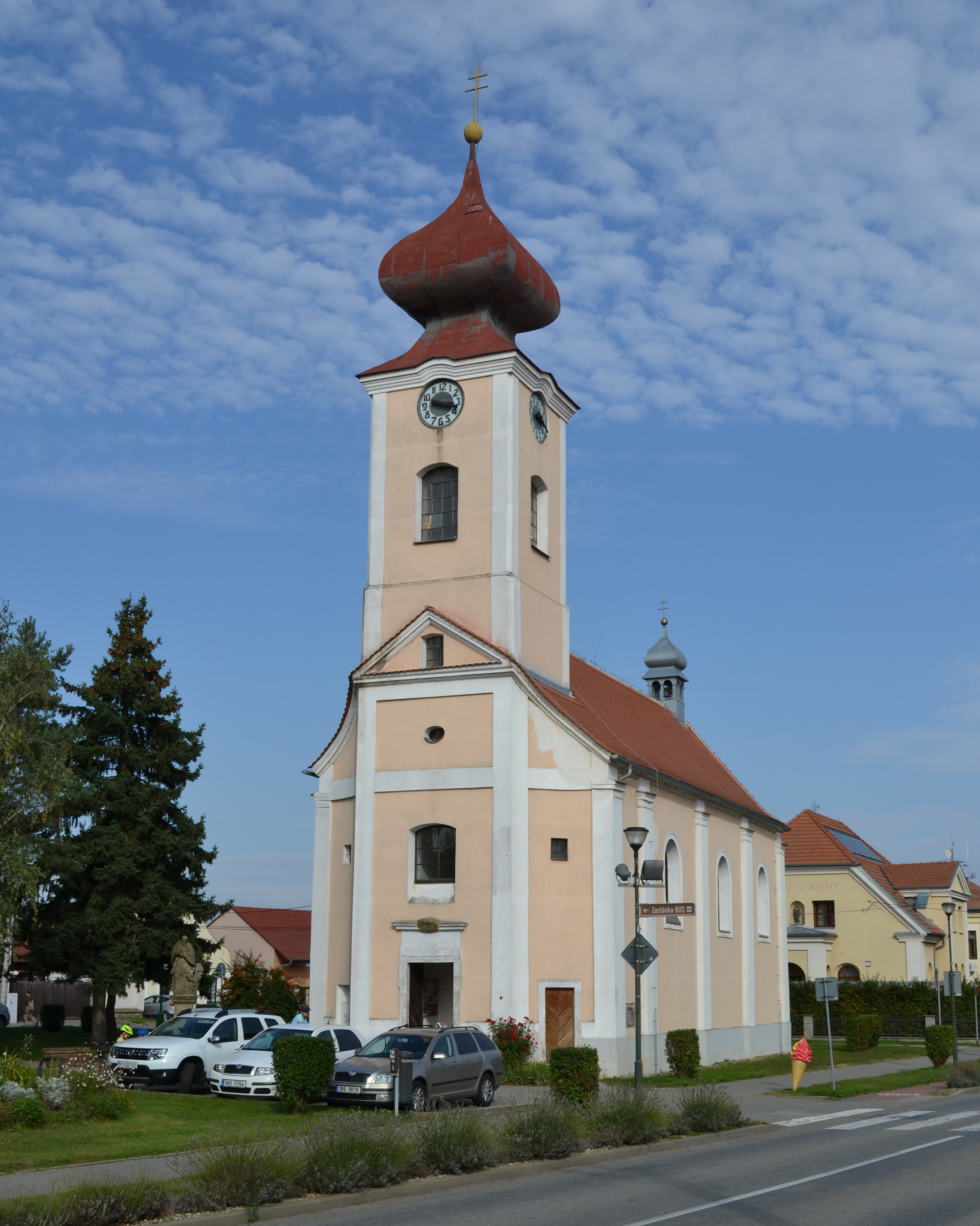
pohled od západu
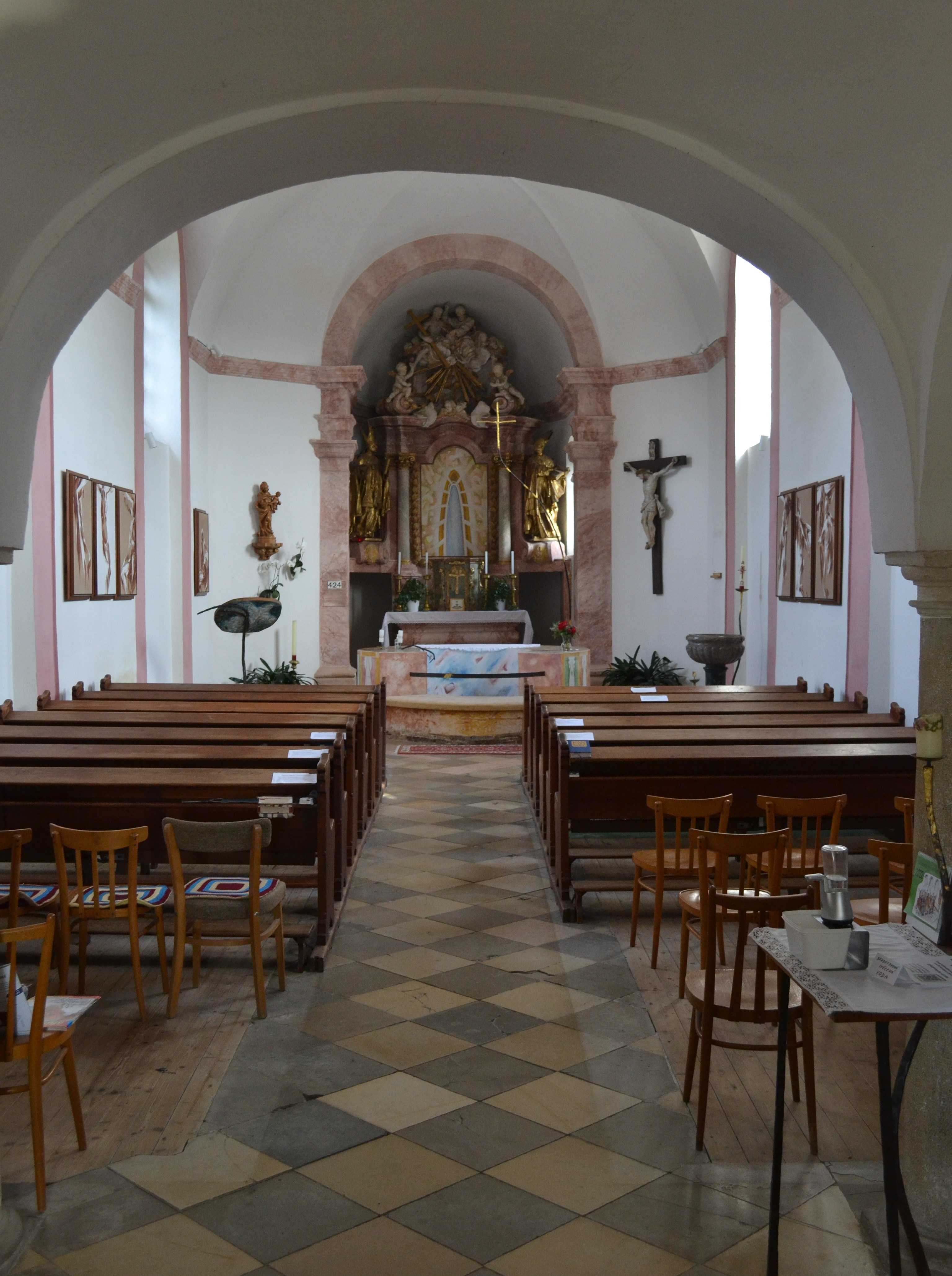
interiér
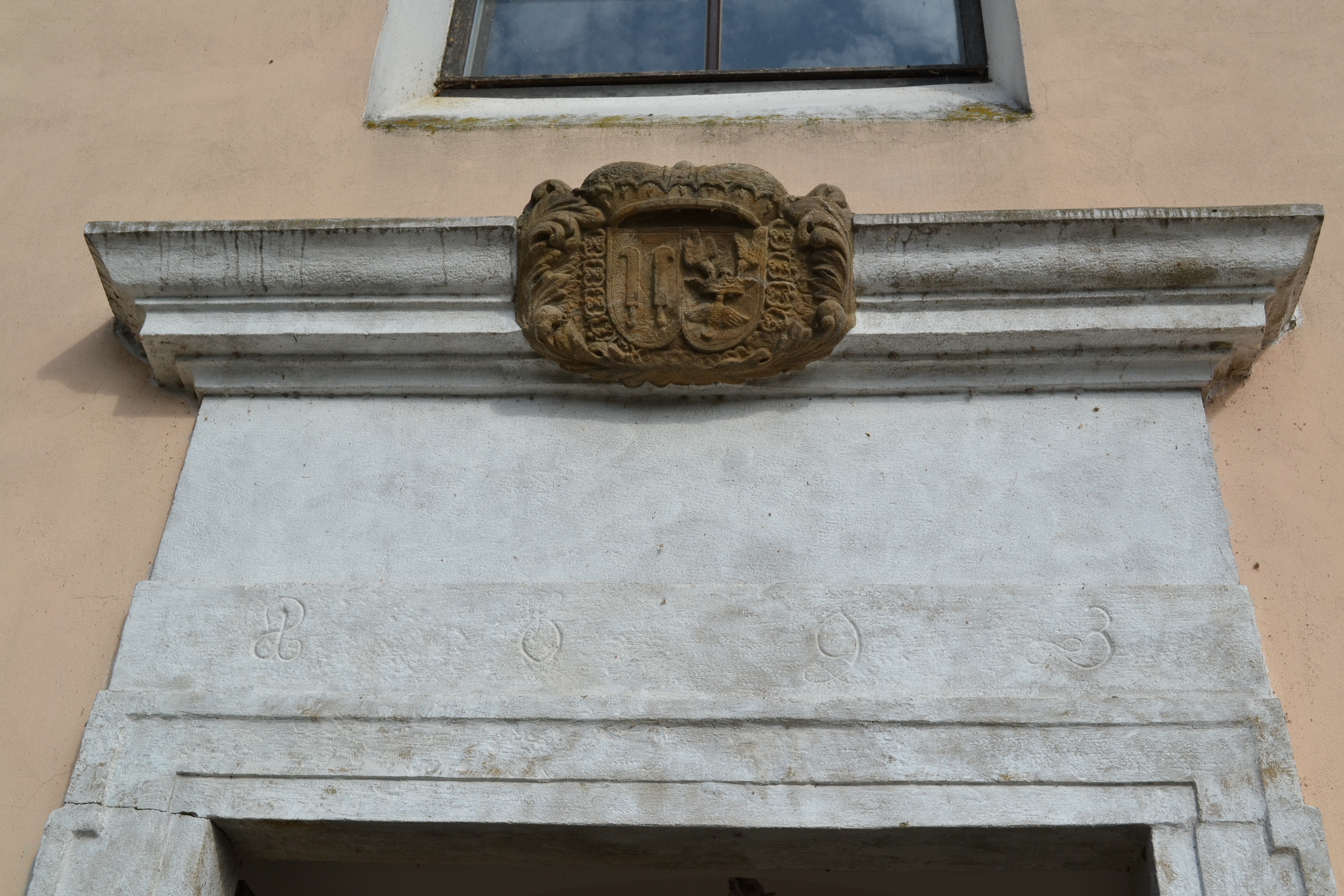
znak Ditrichštejnů nad vchodem